# Triều Thiên
Triều Thiên (chữ Hán giản thể: 朝天区, Hán Việt: Triều Thiên khu) là một quận thuộc địa cấp thị Quảng Nguyên, tỉnh Tứ Xuyên, Cộng hòa Nhân dân Trung Hoa. Quận này có diện tích 1.618 km², dân số năm 2002 là 210.000 người.
Quận Triều Thiên được chia thành 6 trấn, 19 hương:
- Trấn: Triều Thiên, Đại Than, Dương Mộc, Tằng Gia, Trung Tử, Sa Hà.
- Hương: Lâm Khê, Tây Bắc, Ma Liễu, Uông Gia, Trần Gia, Chuyển Đấu, Bình Khê, Tiểu An, Hoa Thạch, Đông Khê Hà, Bá Dương, Ngư Động, Thanh Lâm, Tuyên Hà, Lưỡng Hà Khẩu, Lý Gia, Văn An, Mã Gia Bá, Bồ Gia.